# Pinkász-zsinagóga

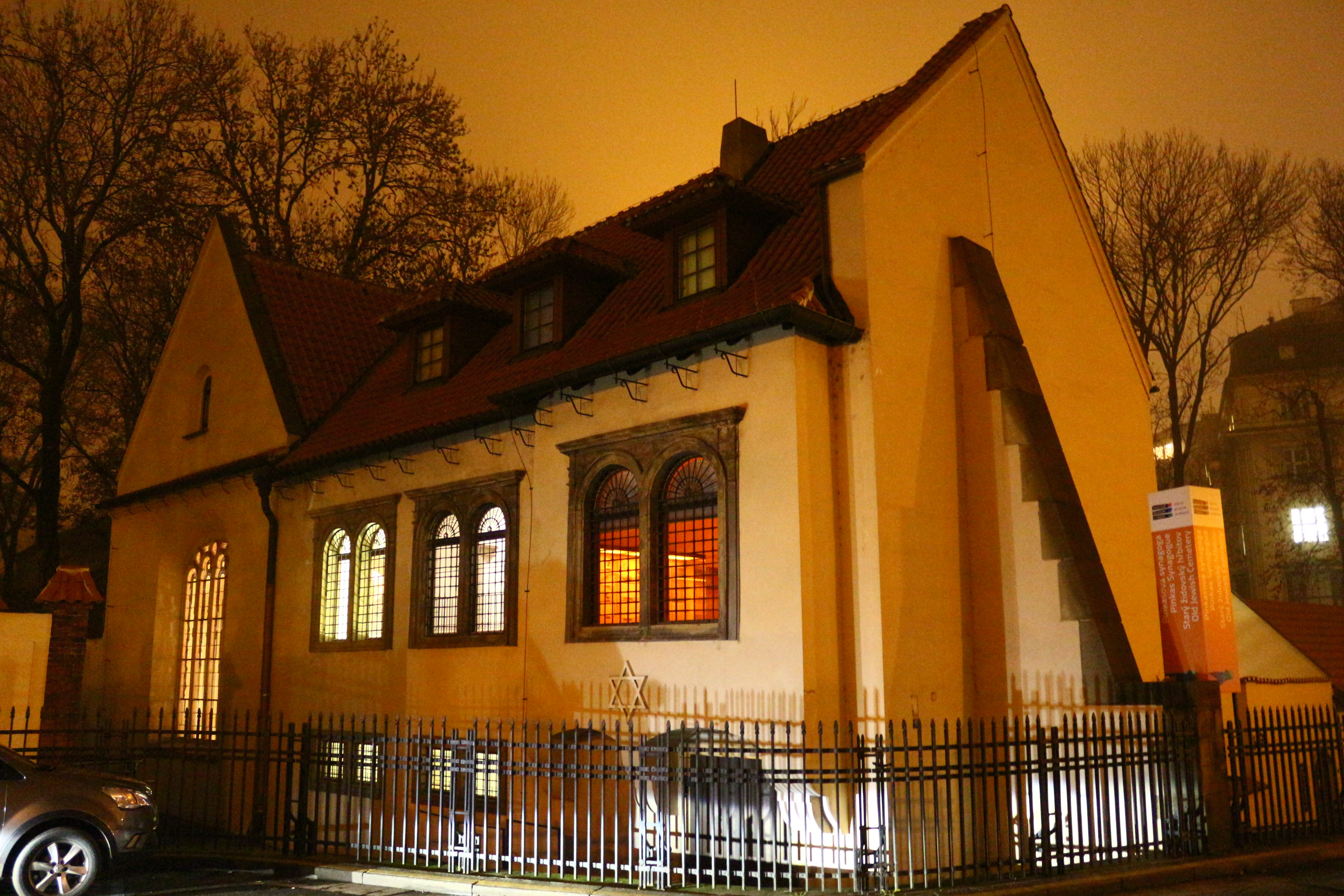

A Pinkász-zsinagóga Prága második legrégibb fennmaradt zsinagógája az egykori zsidó negyed főutcáján (Široká u. 23/3), a híres temető szélén (Idegenvezető). Nevét Pinkász rabbiról, a terület egykori tulajdonosáról kapta (Szombathy). magán zsinagógának épült, ám a fokozatos bővítéseknek köszönhetően mérete mára megközelíti a Régi-új zsinagógáét (Barangoló).

## Története
Helyén már a 11. században állt egy imaház, melyet többször is lebontottak, illetve átalakítottak. Pinkász rabbi 1479-ben alapította meg a később róla elnevezett zsinagógát (Szombathy). Egy 1492-ből származó irat szerint az akkor még magántulajdonú imaszoba az "U Erbů" lakóház része volt a rabbi Hořovský, illetve Horovicý méven említett családjának birtokában (CsWiki). Az épületet először Pinkász rabbi unokaöccse, Aaron Meshulam Horowitz bővíttette ki 1535-ben.
1607 és 1625 között Juda Coref de Herz (a Maisel-zsinagóga építésze) tervei alapján építették hozzá a nők karzatát és az üléstermet (CsWiki)
Ahogy a környező feltöltés miatt padlószintje a talajszint alá került, az épület mind gyakrabban vizesedett el; főleg csapadékos években és árvizek idején. nemcsak a talajvíz okozott gondokat, de a nedves levegőből lecsapódó pára is. A 18. század második felére vízkár miatt (barokk stílusban) javítani kellett a bimát (a Tóra-olvasó pódium feliratát vörös márvánnyal), a frigyszekrényt (tóraszekrény, Aron HaKodesh).
1793-ban Joachim von Popper prágai pénzember és iparos – a nagyon kevés, nemesi rangra emelt osztrák zsidók egyike – egyes kovácsoltvas rácsot adományozott a zsinagógának. A rácsot egy középkori zsidó kalap motívuma díszítette Dávid-csillaggal, az akkori prágai gettó jelképével.
1860-ban a további vizesedés elkerülése érdekében az előszobában és a főtérben is másfél méterrel megemelték a padlót. Alatta eltűnt az eredeti bima, a reneszánsz portált befalazták. Változott az ülések elrendezése is: korábban körben a falak mellett álltak, mint (mint a Régi-új zsinagógában), ezután sorokban egymás mögött. A belső tér alapvetően neoromán stílusú lett.
1941 őszén a német megszállók betiltották a zsidó vallási szertartásokat. 1942 második felében megalakult a Zsidó Központi Múzeum, a Pinkász-zsinagógát a cseh és morva önkormányzatoktól begyűjtött tárgyak raktárává és egyúttal műemlékvédelmi munkahellyé alakították.
A háború után a múzeum ismét birtokba vette a zsinagógát, amit 1950-bem államosítottak. Az épületet 1950 és 1954 között teljesen újjáépítették, és a múzeum javasolta, hogy alakítsák a holokauszt cseh és morva áldozatainak emlékhelyévé. Václav Boštík és Jiří John festőművész 1954–1959 között 78 000 zsidó áldozat nevét írta fel az előcsarnok, a főhajó és a nők mellékhajójának falaira. A települések szerint rendezett neveket születésük és táborba hurcolásuk dátumaival egészítették ki. Az emlékművet 1960-ban nyitották meg a nagyközönség számára, de csak nyolc évig volt nyitva. A több mint húsz éves zárva tartás fő oka valószínűleg az volt, hogy a talajvíz károsította a feliratokat. Az 1968-as régészeti kutatás eredményei nagyobb átépítés célszerűségét jelezték, de ezt ismeretlen bonyodalmak hátráltatták (gyaníthatóan az is, hogy a kommunista tisztségviselők általában tartózkodtak a politikailag kényes témák és kimondottan a zsidó emlékművek helyzetének tisztázásától). A rekonstrukciót csak 1989 után fejezték be. A zsinagógát 1992-ben nyitották meg újra, de a megrongált neveket csak további három év múlva sikerült helyreállítani. 2002-ben egy árvíz idején ismét víz került a zsinagógába, és a helyreállítást meg kellett ismételni.

## Az épület
A vegyes stílusú épület központjában álló csarnokban megmaradt az 1479-es nagy átépítés előtti zsinagóga gótikus hálóboltozata, de ezt reneszánsz díszítőelemek egészítik ki. Főkapuja tisztán reneszánsz jellegű. Ugyancsak reneszánsz a nők karzata és az ülésterem (CsWiki). 

### Az emlékmű
A zsinagóga falán láthatjuk a világ egyik legszívszorítóbb és legnagyobb sírfeliratát, a „77 298 emlékművet”: a falakra a náci terror cseh–morva áldozatainak nevét vésték. Az áldozatok adatait kartotékokban őrzik. A főhajóban vannak a prágai zsidók, a szomszédos termekben a vidéki áldozatok kartotékjai – személyes adataikkal, a fogolytábor nevével és kivégzésük (haláluk) időpontjával. A látogatók kegyeleti koszorúikat a fal melletti oltáron helyezhetik el (Szombathy).
Az emeleten a terezíni munkatáborban készült gyermekrajzok kiállítását rendezték be. A gyerekek oktatója Friedl Dicker-Brandeisová (1898–1944), a weimari Állami Bauhausban végzett rajztanár volt, és ő – mielőtt Auschwitzba deportálták, elrejtett körülbelül négy és fél ezer rajzot. Ezeket a háború után a Prágai Zsidó Múzeum kapta meg.

### Környezete
A középkori gettó életéről adnak képet a régészeti ásatások leletei, mint például az 1968-ban feltárt rituális fürdő és az ugyancsak a 15. század végére datált kutak maradványai (CsWiki).
A zsinagóga külső kertjén átsétálva a Régi zsidó temetőhöz jutunk (Barangoló).

## Látogatása
Félórás vezetett túrákon tekinthető meg szombat kivételével minden nap: 13:00 – 13:30 (Barangoló).

## Vallási-kegyeleti funkciója
A zsinagógában minden év március 8/9-én megemlékeznek a holokauszt cseh áldozatairól. A földszinti részeket a prágai ortodox közösség a nagy zsidó ünnepeket istentiszteleti helyként használja.

## Fordítás
- Ez a szócikk részben vagy egészben  a   Pinkasova synagoga című cseh Wikipédia-szócikk ezen változatának fordításán alapul.  Az eredeti cikk szerkesztőit annak laptörténete sorolja fel. Ez a jelzés csupán a megfogalmazás eredetét és a szerzői jogokat jelzi, nem szolgál a cikkben szereplő információk forrásmegjelöléseként.